# 瘋狂的士3：極速飛馳
《瘋狂出租車3：極速飛馳》是由Team6 Game Studios在2005年開發的一款賽車遊戲。

## 外部連結
- Taxi 3: Extreme Rush - PC - IGN （页面存档备份，存于）
- Taxi 3: eXtreme Rush for PC Reviews - Metacritic （页面存档备份，存于）